# Prospettiva Nevski (brano musicale)
Prospettiva Nevski è un brano del 1980 composto da Giusto Pio e Franco Battiato, incluso nell'album di quest'ultimo Patriots.

## Testo
La narrazione si riferisce alla Leningrado dell'Unione Sovietica immediatamente successiva alla rivoluzione d'ottobre.
Il brano prende il nome dalla Prospettiva Nevskij, importante arteria della città.
Il periodo politico è quello della Nuova politica economica di Lenin dei primi anni venti in cui iniziarono a germogliare elementi di libertà in economia, nella società civile, nelle arti e v'era spazio per l'iniziativa individuale, pur sempre sotto il controllo del partito bolscevico al potere.
Nel brano si citano protagonisti della cultura cittadina di quegli anni, saliti agli onori della fama mondiale: il ballerino Nižinskij e il suo impresario (e amante) Sergej Djaghlev, creatore dei Balletti russi; Igor' Stravinskij, che l'autore immagina un giorno incontrare lungo la Prospettiva; Sergej Ėjzenštejn, di cui cita un film sulla rivoluzione russa (probabilmente Ottobre).
Il testo si chiude parlando della devozione degli allievi verso il loro maestro, che aveva insegnato loro a «trovare l'alba dentro l'imbrunire». Questo concetto, che unisce riflessioni filosofiche ed esoteriche, rappresenta la difficoltà di trovare speranza e rinnovamento in momenti oscuri e di crisi, come la morte o la sofferenza. Il brano è ispirato al racconto La Prospettiva Nevskij di Nikolaj Gogol', che esplora temi di solitudine e disillusione, ma anche di ricerca di significato oltre la realtà apparente. L’"alba" nella frase simboleggia un nuovo inizio o un rinnovamento spirituale, mentre l’"imbrunire" rappresenta la fase di buio, morte o transizione. Secondo una visione esoterica, la difficoltà di trovare l’alba all’interno dell’imbrunire riflette la sfida di percepire la possibilità di una nuova vita dopo la morte, concepita come un passaggio verso una rinascita, a patto di essere adeguatamente preparati spiritualmente. L'interpretazione più spirituale della frase fa riferimento alla reincarnazione, una credenza che Battiato condivide, in cui la morte non è vista come fine definitiva, ma come una porta verso una nuova esistenza. In questo contesto, "trovare l’alba dentro l’imbrunire" implica la consapevolezza di un ciclo di vite successive, in cui la morte è solo una tappa di un percorso più ampio di crescita e trasformazione spirituale.

## Altre versioni
Nel 1985 Prospettiva Nevski fu tra i brani scelti da Alice per il suo album Gioielli rubati, collezione di canzoni composte da Battiato.
Quasi subito esso divenne una delle esecuzioni più significative del suo repertorio.
Alice registrò una nuova versione del brano nel 2000 per l'album Personal Juke Box. I due ebbero modo di duettare insieme sulla stessa canzone in più concerti, come testimoniato nell'album Live in Roma del 2016.

I Bluvertigo hanno incluso una loro versione del brano nell'album tributo Battiato non Battiato